# 영이나

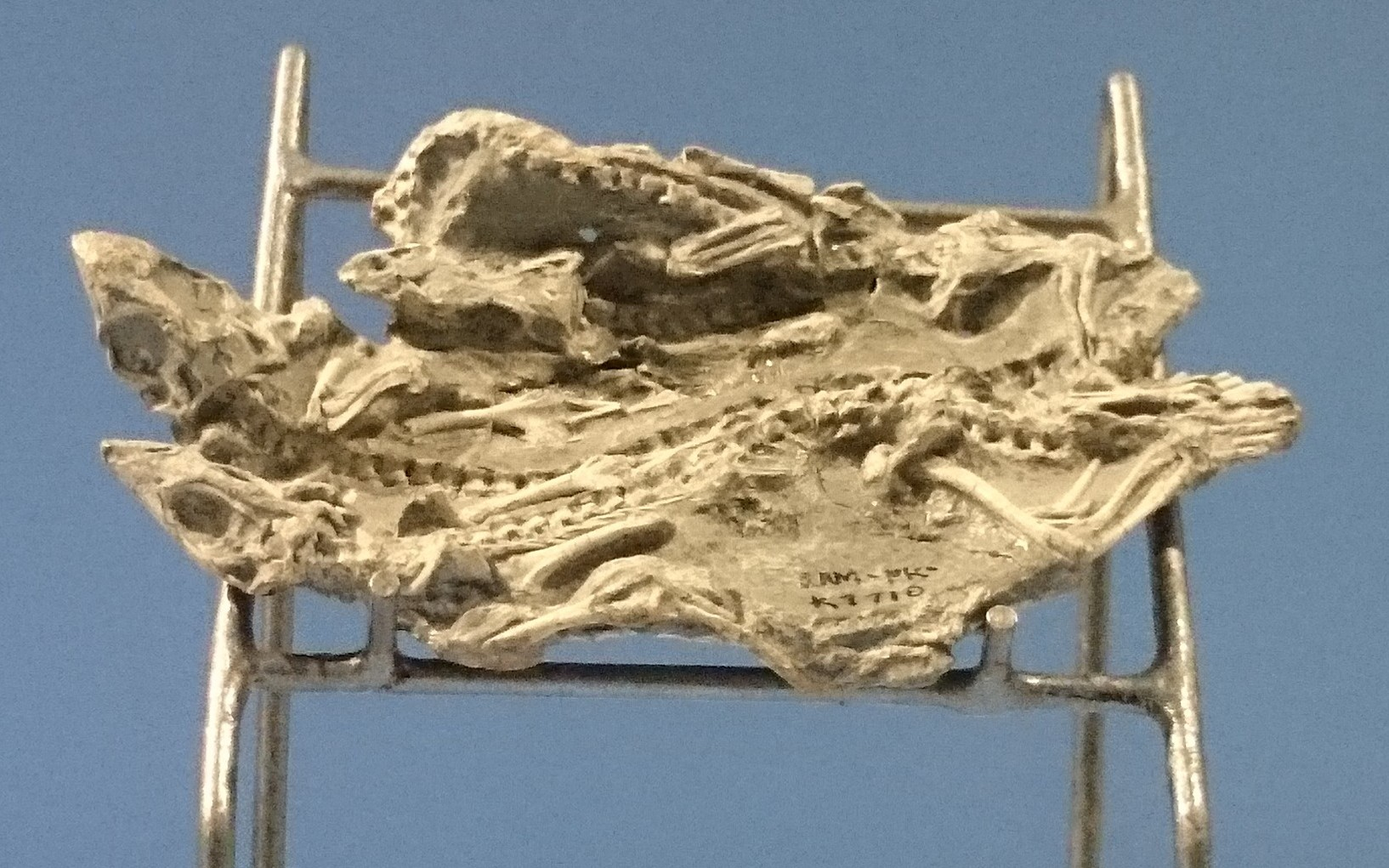

영이나(학명:Youngina capensis)는 도마뱀목 이오웅기나과에 속하는 도마뱀이다. 지금은 멸종된 종으로서 전체적인 몸길이가 2~3m인 중대형 도마뱀에 속한다.

## 특징
영이나(Youngina)는 남아프리카 공화국 카루 적색침대(Karoo Red Beds)의 후기 퍼미안 보포트 그룹(Tropidostoma-Dicynodon Zone)에서 멸종한 디압스파충류 속이다. 이것과 몇 가지 관련 서식은 어스치아 훈장(1914년에 브룸이 제안했다.) 안에 있는 영인대 가문을 구성하고 있다.후기 카본리퍼스부터 에오세네에 이르는 아마도 멀리 떨어져 있는 원시 디압시드 파충류들의 휴지통이 된 어스치아는 영인과(페르미안에서 트라이아스기에 이르는 영닌과와와 탕가사우루스과를 가르킨다.)로 대체할 것을 제안했다. 영이나는 적당한 크기의 초기 파충류(스컬 길이 <7 센티미터 또는 2.8 인치)일 수도 있었는데 굴드의 모니터와 같은 어떤 중간 크기의 모니터 도마뱀과 비슷한 크기였다. 뇌 케이스 해부학은 2010년에 재발견되었고 영이나는 보다 원시적인 디옵시드와 더 파생된 택사에서 발견되는 특징들의 모자이크를 보여주는데 대뇌사우로모르프, 레피도사우로모르프들은 이러한 인물들의 비정형적 진화를 암시한다. 팔각 관절은 열려 있지만 영이나 다른 초기 디압시드 파충류에서 기초관절의 전이적 이동성에 대한 일부 이전의 주장과는 달리 아마도 투아타라의 두개골과 비슷한 움직임이었을 것이다. 영이나는 여러 표본으로 알려져 있다. 이들 중 다수는 (영고이데스, 영옵시스 등) 별개의 제네라와 종으로 귀속되었으나 나중에 그것들이 Y. 카펜시스와 구별되지 않는다는 것이 깨달았다. 영이나의 홀로타입 표본은 1914년에 간략하게 설명되었다. "영고이데스 로메리" 표본은 처음에는 영이나에게 귀속되었지만 후에 후기 논문에서 그 어의와 별개의 명칭을 부여했다. 아칸토토포사우루스도 영이나의 후배의 동의어다. 영이나는 얼굴이 매우 크며 큰 눈과 큰 코를 가진 것이 특징이고 이로 인하여 시력과 후각이 매우 좋았던 종으로 추정된다. 영이나는 양턱에 총 15~25개의 삼각혐 모양의 이빨을 가지고 있다. 또한 앞다리와 뒷다리는 매우 크게 잘 발달되어 있으며 이는 지상에서 빠른 속도를 내는 것이 가능하게 하였다. 먹이로는 당대에 서식했던 곤충, 절지동물 등을 주로 잡아먹고 살았을 육식성의 도마뱀으로 추정되는 종이다.

## 생존시기와 서식지와 화석의 발견
영이나가 생존했던 시기는 고생대의 페름기로서 지금으로부터 2억 9000만년전~2억 4500만년전에 생존했었던 종이다. 생존했었던 시기에는 아프리카를 중심으로 하여 당시에 존재했었던 초원과 밀림 등에서 주로 서식했었던 도마뱀이다. 화석의 발견은 1914년에 아프리카의 페름기에 형성된 지층에서 고생물학자들에 의하여 처음으로 화석이 발굴되어 새롭게 명명된 종이다.

## 같이 보기
- 파충류
- 고생대
- 페름기
- 도마뱀
- 화석